# تیم ملی فوتبال زیر ۱۸ سال پرتغال
تیم ملی فوتبال زیر ۱۸ سال پرتغال ، نماینده پرتغال در مسابقات فوتبال زیر ۱۸ سال است.

## افتخارات

### مسابقات نوجوانان / قهرمانی فوتبال زیر ۱۹ سال اروپا
- قهرمانی (۳): ۱۹۶۱، ۱۹۹۴، ۱۹۹۹[۱]
- دومی (۴): ۱۹۶۴، ۱۹۷۱، ۱۹۸۸، ۱۹۹۲، ۱۹۹۷
- مقام سومی (۲): ۱۹۶۰، ۱۹۶۸
- مقام چهارمی (۲): ۱۹۹۳، ۱۹۹۸